# 大江戸出世小唄
「大江戸出世小唄」（おおえどしゅっせこうた）は、高田浩吉の楽曲並びに主演映画のタイトル。

## 楽曲
1935年発売。作詞：湯浅みか、補作詞：藤田まさと、作曲：杵屋正一郎

## 映画
江戸を舞台とした時代劇。1935年2月14日公開。監督：大曽根辰夫、原作・脚本：藤井滋司。出演：高田浩吉、荒川京子、冬木京三、他。